# Шадрята
Шадрята — упразднённая деревня в Каслинском районе Челябинской области России. Входила в состав Огневского сельсовета. Исключена из учётных данных в 1985 году.

## География
Располагалась на правом берегу реки Синара, на расстоянии примерно 2 км по прямой к востоку от деревни Слободчикова.

## История
По данным на 1926 год деревня состояла из 69 хозяйств. В административном отношении входила в состав Слободчиковского сельсовета Багарякского района Шадринского округа Уральской области.
По данным на 1970 год входила в состав Огневского сельсовета. В деревне размещалась бригада Юшковского отделения совхоза «Огневский».
Исключена из учётных данных решением Челябинского облисполкома от 30 декабря 1985 года № 573.

## Население
| 1970 | 1977 | 1983 |
| ---- | ---- | ---- |
| 27   | ↘10  | ↘4   |

По переписи 1926 года в деревне проживало 356 человек (169 мужчин и 187 женщин), в том числе русские составляли 100 % населения.